# ビサヤ諸島の戦い

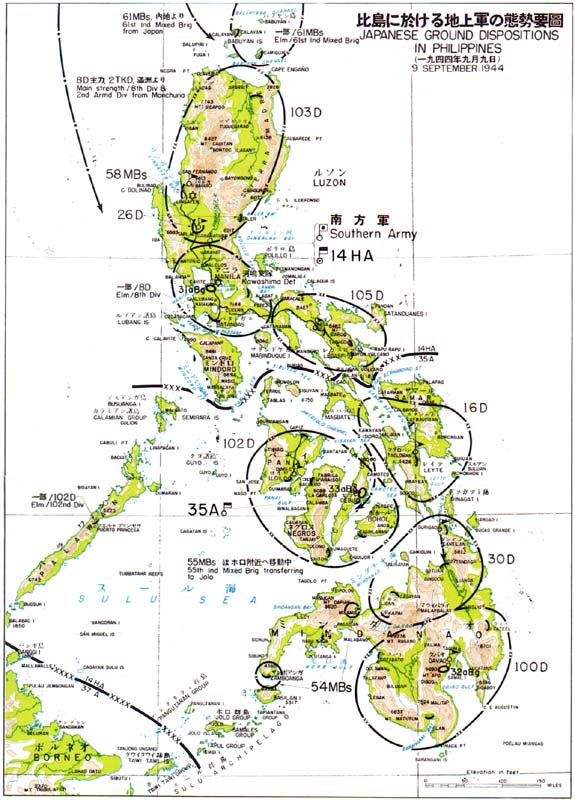
フィリピン戦開始時の日本軍配置図。ビサヤ諸島には第102師団しかなく、以後さらに減少した。

ビサヤ諸島の戦い（ビサヤしょとうのたたかい）は、太平洋戦争末期にフィリピンのビサヤ諸島において行われた、アメリカ軍を主力とする連合国軍と日本軍の戦いである。すでに占領されていたレイテ島以外のビサヤ諸島の各地に残る日本軍が連合軍による掃討作戦を受けて敗北した。

## 背景
ミンダナオ島の戦い#背景も参照
ビサヤ諸島のレイテ島やセブ島、ネグロス島など各地には、日本軍が航空基地を設けていた。しかし、レイテ島は1944年末に連合軍に占領され、ルソン島の戦いまでの一連の戦闘の結果、日本軍の航空戦力は壊滅状態に陥っていた。無力化された各拠点には航空部隊の地上要員などが取り残され、分散配備された第102師団（福栄真平中将）が防衛にあたっているだけとなっていた。指揮を執るべき鈴木宗作中将の第35軍司令部は、レイテ島の戦いの前線指導に赴いた後のセブ島復帰、ミンダナオ島転進に苦労し、有効に全体指揮を行える状態ではなかった。
フィリピン全土の占領を目指すダグラス・マッカーサー司令官の方針により、連合軍は中南部フィリピン一帯の解放を目的とした一連の「ヴィクター（VICTOR）」作戦を立案した。うち、「ヴィクター1号」作戦はネグロス島北西部及びパナイ島に対する計画、「ヴィクター2号」作戦がセブ島やボホール島に対する計画であった。パラワン島についても、ミンダナオ島の戦いと南シナ海の通商破壊に利用するための航空基地設置の意図で侵攻することになった（「ヴィクター3号」）。
中南部フィリピンでは現地人のゲリラ部隊が優勢で、アメリカ軍の作戦に呼応して日本軍を攻撃した。

## 経過

### パラワン島
まず1945年2月28日に、アメリカ第41歩兵師団の第186歩兵連隊など8150人が、西部のパラワン島プエルト・プリンセサに上陸した。日本軍の守備隊は第102師団からの2個中隊のほか飛行場大隊1個程度しかなく、壊滅した。パラワン島に付属するカラミアン諸島のコロン湾泊地も、まもなく占領された。パラワン島の航空基地整備は、当初計画されたミンダナオ島のサンボアンガ上陸には間に合わなかったものの、以後のビサヤ諸島の戦闘では活用された。
なお、パラワン島では前年の1944年12月に連合軍上陸との誤報があり、その際に日本軍により連合軍の捕虜約130人が処刑される事件が発生したとされる（パラワン島捕虜殺害事件）。

### パナイ島

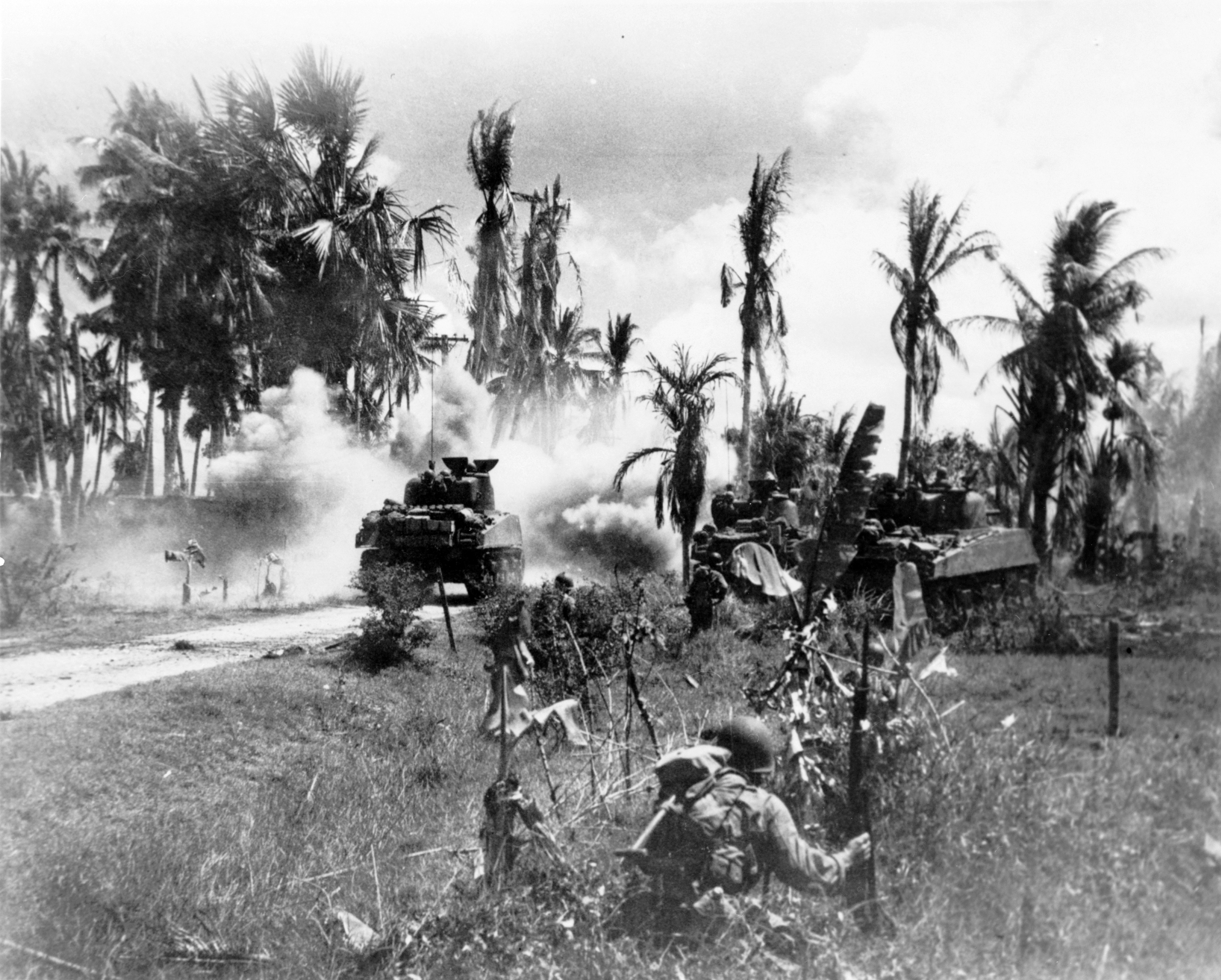
パナイ島でM4中戦車を先頭に進軍中のアメリカ軍第185歩兵連隊。（3月18日）

3月18日に、アメリカ軍第40歩兵師団の第185歩兵連隊はパナイ島に上陸した。日本軍の守備隊は第102師団から派遣された1個大隊であったが、ほとんど抵抗できずに山中へ撤退した。続けて、隣接するギマラス島も占領され、泊地を管理していた日本海軍部隊は壊滅した。

### セブ島
セブ島は日本軍のビサヤ諸島防衛の中心拠点で、第35軍司令部と兵力14500人が置かれていた。もっとも実態は脆弱で、兵力の大半は航空機整備員や野戦病院職員、憲兵などの後方部隊であった。主力の第102師団は各地に戦力を抽出されて1個大隊しかなかった。ほかにレイテ島から撤退してきた第1師団（片岡董中将）がいたが、わずかに人員補充を受けた程度で、1000名の主に傷病兵からなる名ばかりの師団であった。日本海軍の大規模な飛行場と第33特別根拠地隊（司令官：原田覚少将）があったが、戦力は少数の特殊潜航艇（甲標的）と急造の陸戦隊があるのみだった。第35軍司令部はミンダナオ島へ移動途中で、第102師団長の福栄中将もレイテ島からの無断撤退の疑いで一時職権を停止されていた関係で、地上戦の指揮は第102師団の歩兵第78旅団長であった万城目武雄少将が実権を担った。
連合国軍の上陸までの間、第33特根の特殊潜航艇は、ミンダナオ海での連合軍艦船攻撃や要人輸送を活発に行っていた。日本側は巡洋艦や輸送船撃沈など多数の戦果を記録しているところ、リバティ船オリバー・ケリー（Oliver Kelly）の損傷などはこれらの特殊潜航艇によるものと見られている。なお、第33特根司令官の原田覚少将は、特殊潜航艇母艦である「千代田」の艦長を務めたことがあり、特殊潜航艇部隊の運用経験が深かった。

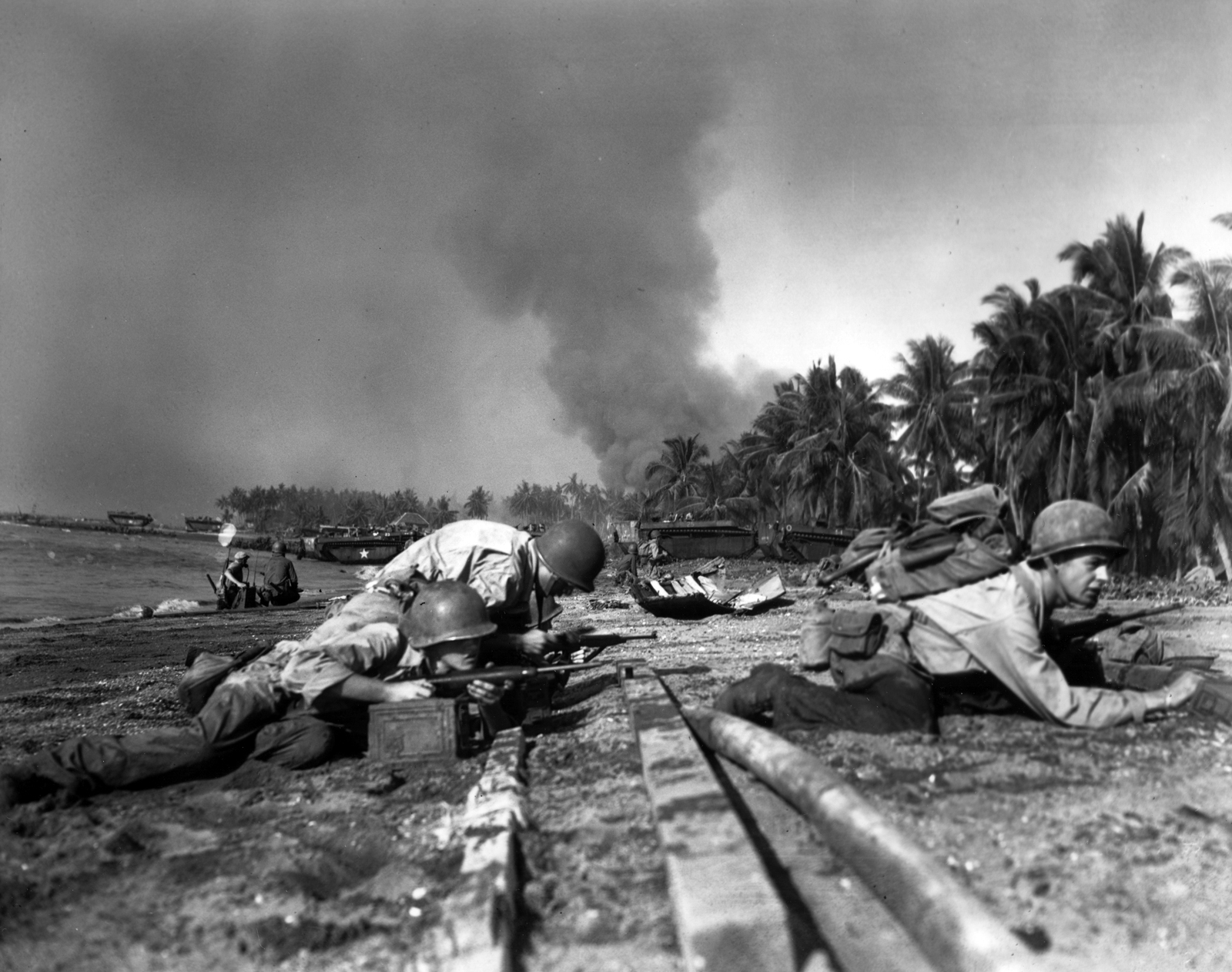
セブ島タリサイ海岸に上陸したアメリカ軍兵士。

3月26日に、激しい砲爆撃の援護を受けて、アメリカ軍のアメリカル師団がタリサイ地区に上陸を開始した。現地のゲリラ部隊8500人が協同した。第33特根の残存特殊潜航艇は自沈した。日本軍は弱体な戦力のわりに激しく抵抗し、ときにはアメリカル師団長を驚かせるほどだった。アメリカ軍の損害は日本側の損害に比べればかなり少ない数であるものの、ビサヤ諸島の戦いで最大となった。6月下旬までに島の主要部の制圧を終えたと判断したアメリカ軍は、正規部隊による攻撃を停止し、以後は現地人ゲリラのみによる掃討が行われた。
セブ島の日本軍指揮官の多くは総攻撃に出て玉砕すべきと主張していたが、ルソン島の第14方面軍司令部はこれを却下して、遊撃戦を中心とする持久戦にするよう下命した。そのため、セブ島諸隊は太平洋戦争終戦の8月頃まで、連合軍側のゲリラと戦いつづけた。

### ボホール島

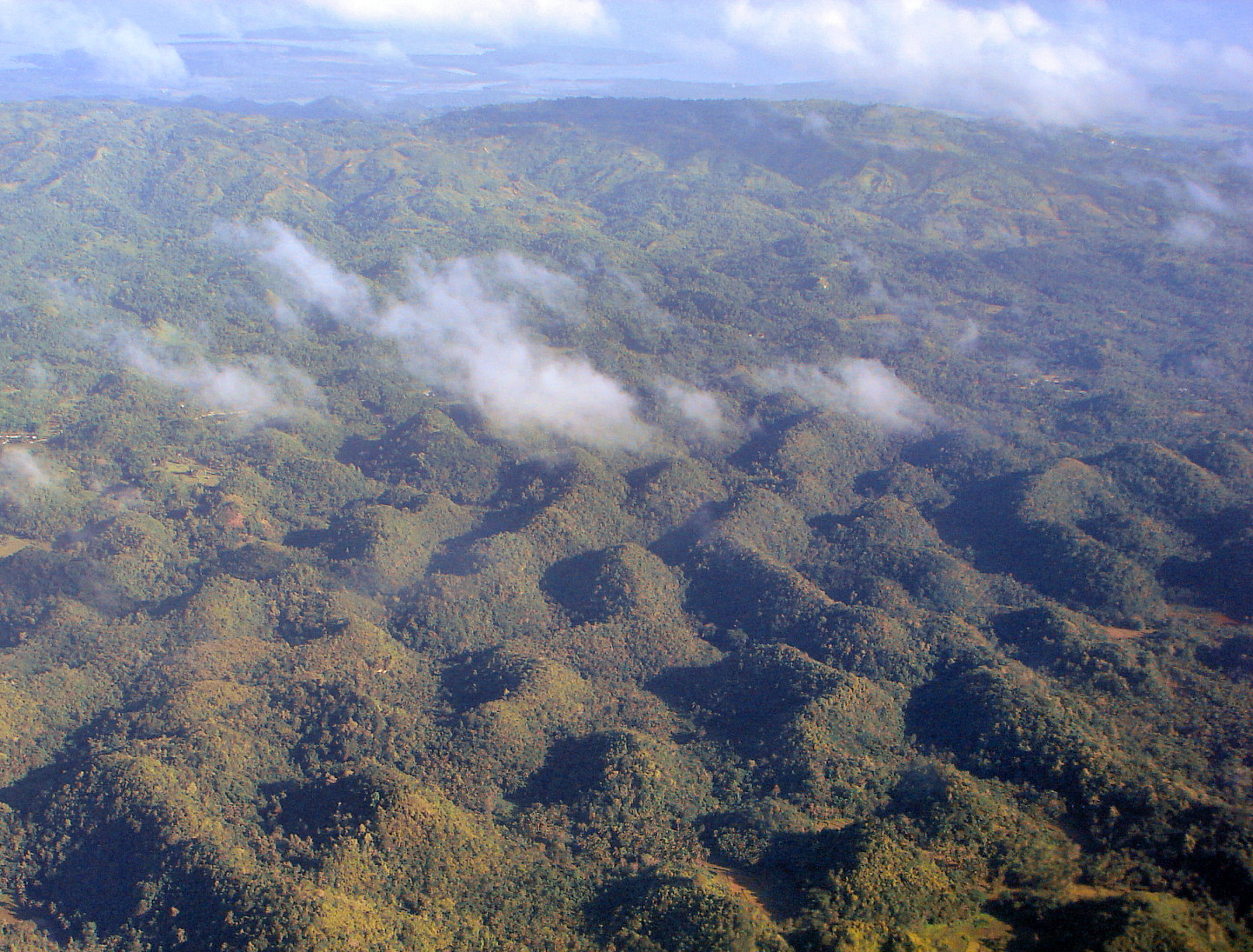
ボホール島の山岳地帯。

4月11日、アメリカ軍1個大隊がボホール島に上陸した。日本軍の守備兵力は、レイテ島に抽出されて1個中隊しか残っておらず、ほとんど抵抗できなかった。5月初旬にアメリカ軍部隊は撤収し、以後はゲリラ部隊が日本軍の掃討を担当した。

## 結果
終戦までにはビサヤ諸島の主要部は連合軍の支配下になっていた。日本軍は戦闘で多数の死傷者を出したうえ、ジャングルに追い込まれ飢餓と病気、ゲリラ攻撃で消耗していった。日本軍は各地で孤立してボロボロの状態で終戦を迎えた。